# Urakawa
Urakawa (japanska: 浦河町?, Urakawa-chō) är en landskommun (köping) i Hokkaido prefektur i Japan. Det är den administrativa huvudorten i Hidaka subprefektur.